# Cirkvenica
Cirkvenica (horvátul Crikvenica, olaszul Cirquenizza) város és község (járás) Horvátországban, Tengermellék-Hegyvidék megyében.

## Nevének eredete
Neve a horvát crkva (= templom) főnévből való és régi pálos templomára és kolostorára utal.

## A község (járás) települései
Cirkvenica község (járás) magában foglalja (északról délre haladva) Jadranovót, Dramaljt, Cirkvenicát és Szelcét (Selce).

## Fekvése
Fiumétól 31 km-re délkeletre a Krk szigetet a horvát tengerparttól elválasztó Vinodoli-csatorna partján fekszik. Cirkvenicában található Horvátország legnagyobb kikötője, Közép-Horvátország és Közép-Európa egyes részeinek legközelebbi tengeri kijáratként szolgál. A múltban a szárazföld belsejében fekvő kisebb városok – Bribir, Grižane, Drivenik, Tribalj és mások – kikötője volt. 

## Története
Területén már a történelem előtti időben is éltek emberek. Ezt bizonyítják a város területén több helyről a sírokból előkerült bronzkori kések, kopják, szekercék és ékszerek. Első ismert lakói az illírek voltak, akiknek a közeli Kotor nevű magaslaton állt erődített településük. A várost övező hegyeken bronzkori és kora vaskori erődített települések egész sora állt, egykor kőfallal körülvéve. A Dubračina patak torkolatánál (amely az ókorban egészen a mai futballpályáig hajózható volt) alakult ki később a rómaiak által „Ad Turres”-nek nevezett település. Római nevét valószínűleg arról kapta, hogy a régebb óta itt állt torony (turres) mellett létesült. Később az ide érkező horvátok ezt Kotorra (kod tornjeva – a toronynál) fordították le. Ad Turres az Itáliából Dalmáciába menő út melletti egyik legfontosabb állomás, lóváltóhely (mutatio) volt, ahol helyőrség is állomásozott. A leletek tanúsága szerint egykor agyagból formázott edényeket és egyéb használati tárgyakat gyártó fazekasműhely is működött itt. A háborúk közötti békésebb időszakokban a közeli védett öblökbe gazdag rómaiak építettek villákat és gazdasági épületeket. Ezek alapfalait feltárták Selcén, Jadranovóban és a Lokvišće-öbölben is. A vizigótok beözönlése a négyszáz év óta itt élő lakosságot a biztonságosabb magaslatokra kényszerítette. Így Ad Turres lakossága is Kotor ősi várának falai közé menekült.
A tengerpart e vidékét a 8. században szállták meg a horvát törzsek és a közeli Vinodoli-völgyben létrehozták szabad közösségekből álló zsupánságukat. Új hazájukba magukkal hozták anyagi és lelki kultúrájukat, melyről a közeli Stranče-Gorica ősi temetőjének sírjaiban talált ékszerek és más mellékletek nyújtanak bizonyságot. A korábbi megélhetésüket biztosító földművelés, az állattenyésztés és a halászat mellett megtanulták a helyi római lakosságról a szőlőművelés módját is. A terület latin elnevezéséből („Vallis vinearia”) fordították a völgy nevét saját nyelvükre Vinodolra (azaz borvölgyre). A terület birtokosai a 12. századtól 450 évig a Frangepánok voltak. A korábbi, magasan fekvő település pusztulása után a település újra az öböl partján alakult ki.
A Dubračina torkolatának bal oldalán kis templomocska épült Szűz Mária tiszteletére. Mellette 1412-ben Frangepán IV. Miklós nagy kolostort építtetett, amit a pálosoknak adományozott. A kolostor felépítése jelenti a tulajdonképpeni mai értelemben vett Cirkvenica történetének kezdetét. Ezért őt tartják a város alapítójának, Szűz Máriát pedig a védőszentjének. Fennmaradt a Frangepán Miklós által 1412. augusztus 14-én Modrusban kelt adománylevél is, egyúttal Cirkvenica nevének első írásos említése. Az adománylevél kibocsátásának napja ma is a város ünnepe. A pálos kolostor köré épült ki a későbbi város. Cirkvenica és a kisebb parti települések, Selce, Dramalj és Jadranovo fejlődése hatással volt a szomszédos termékeny Vinodoli-völgy megerősített középkori városainak, Driveniknek, Grižanénak és Bribirnek a fejlődésére is. A középkor folyamán valamennyiüknek saját kikötője volt, melyek mellett most új halászfalvak keletkeztek. Fejlődött a kőházak építési módja is a boltozott, zárt, magas fallal körülvett belső udvarokkal. A szomszédos falak között szűk, kanyargós utcácskák alakultak ki, amelyeken csak annyi hely volt, hogy két ember elkerülje egymást. Helyenként még ma is megtalálhatók ezeknek a régi falaknak a maradványai. A Szűz Mária-templomot 1659-ben felújították és bővítették.
A város mai közép-európai arculata nagyrészt az osztrák-magyar uralom alatt alakult ki, mely különösen a szállodai építészetben mutatkozik meg. A városka 19. század végére a tengerpart egyik legfontosabb nyaralóhelyévé épült ki, 1891-ben épült első szállodája a "Clotilde" (a mai "Jadran" szálló). Szállodái közül kiemelkedik az 1895-ben épített Therapia szálloda az első nagyméretű cirkvenicai szállodaépület, mely az első időben a József főherceg szálloda nevet viselte. Nevezetessége a kolostorból átépített, hófehérre meszelt saroktornyos ún. Frangepán-kastély, ma szintén szálloda. 1910-ben 3553 lakosából 3351 horvát volt. A trianoni békeszerződésig Modrus-Fiume vármegye Cirkvenicai járásának székhelye volt. 2011-ben a városnak 6880, a községnek összesen 11 193 lakosa volt.

## Lakosság
| Lakosság változása | Lakosság változása | Lakosság változása | Lakosság változása | Lakosság változása | Lakosság változása | Lakosság változása | Lakosság változása | Lakosság változása | Lakosság változása | Lakosság változása | Lakosság változása | Lakosság változása | Lakosság változása | Lakosság változása | Lakosság változása |
| ------------------ | ------------------ | ------------------ | ------------------ | ------------------ | ------------------ | ------------------ | ------------------ | ------------------ | ------------------ | ------------------ | ------------------ | ------------------ | ------------------ | ------------------ | ------------------ |
| 1857               | 1869               | 1880               | 1890               | 1900               | 1910               | 1921               | 1931               | 1948               | 1953               | 1961               | 1971               | 1981               | 1991               | 2001               | 2011               |
| 2007               | 2238               | 2364               | 2635               | 3248               | 3553               | 3997               | 3836               | 3380               | 3469               | 3684               | 5352               | 6348               | 6907               | 7121               | 6880               |

## Nevezetességei
- A „Kaštel” szálló az egykori pálos kolostor épülete[4]  a város keleti szélén a tenger és a Dubračina között áll. Eredetileg a teljes területét fal vette körül, ennek maradványai még ma is láthatók. A Dubračina torkolatánál álló Szűz Mária-templomocska mellett 1412-ben Frangepán Miklós kolostort építtetett, ahova pálos szerzeteseket hívott. A nagyméretű, öt emelet magas épület kerek saroktoronnyal, belső zárt udvarral és nagy ciszternával. A pálos rend egészen megszüntetéséig, 1786-ig volt a kolostor birtokosa, utána a vinodoli kapitányság székhelye lett. A mellette álló templomot 1659-ben bővítették és barokk stílusban építették át. A templom északi falához épült hozzá a kerengő, melyben két, kávával ellátott ciszterna található. A kolostor belső elrendezése megfelel eredeti funkciójának: kis méretű szobák, szűk folyosók, refektórium, könyvtár stb. Sajnos az épületet a szálloda kialakításkor kissé átépítették, hogy jobban megfeleljen a szálloda funkciójának.
- Az egykori József főherceg szálloda[5] a mai Hotel „Therapia” 1895-ben épült fel a Fellner és Helmer bécsi építésziroda tervei szerint szecessziós és klasszicista stílusban. Tengerre néző főhomlokzata loggiákkal, balkonokkal és teraszokkal gazdagon tagolt. A szálló a legrégibb, legnagyobb és legimpozánsabb gyógyszálló ezen a környéken. Egykor az európai arisztokrácia kedvelt üdülőhelye volt. A négycsillagos szálloda egész évben nyitva tart. A nyári szezonban a nyitott és fedett medencéket, wellness- és fitneszközpontot, teniszpályákat is igénybe vehetik a vendégek. 109 szobával, három apartmannal rendelkezik. A szállodát az egykori horvát válogatott labdarúgó Igor Štimac vásárolta meg. 2004 és 2006 között teljesen felújították, rendezett szép park veszi körül szubtrópusi növényzettel.
- A Miramare szálloda[6] 1905-ben épült ifjabb Rimanóczy Kálmán nagyváradi építész tervei szerint szecessziós stílusban. Az akkor divatos építészeti megoldásoknak megfelelően loggiákkal, balkonokkal és teraszokkal gazdagon tagolt és belülről is megőrizte eredeti formáját.
- A városi múzeum a Preradovićeva utcában található. A múzeum Cirkvenica, Dramalj, Jadranovo és Selce területéről összegyűjtött tárgyi és egyéb emlékeket őriz. Jelenleg régészeti, természeti, kultúrtörténeti és halászati kiállításai tekinthetők meg. A régészeti lelőhelyek közül kiemelkedik a cirkvenicai "Igralište" ahol a leletek tanúsága szerint az ókorban agyagból formázott edényeket és egyéb használati tárgyakat gyártó fazekasműhely működött, a jadranovoi "Lokvišće" ahol a római korból kerültek elő az itteni pezsgő életről tanúskodó tárgyi emlékek, valamint a dramalji kis Vrtare barlang, mely fosszíliáival, rég kihalt állatok maradványaival az egyik legjelentősebb paleontológiai lelőhely az ország területén.
- Az Igralište nevű lelőhely a Kotorska utca és a Dubračina folyó között, a város északi részén található. Az itt működött ősi fazekasműhelyet több szakaszban hozták létre az 1. és 2. század időszakában. A 2006 óta végzett kutatások több jó állapotban fennmaradt kemencét és a műhelyhez kapcsolódó teljes épületkomplexumot tártak fel. Ezen kívül találtak ebben a műhelyben készített kerámiákat, amforákat, tegulákat és háztartási kerámiaedények töredékeit, kész termékeket és félkész termékeket egyaránt. A talált anyag mennyisége tonnában számolható. A lelőhely cirkvenicai típusú amforák lelőhelye.[7]
- A cirkvenicai Aquarium a környező tengerek élővilágába ad betekintést.
- A városi képtár a Dr. Ivan Kostrenčić kulturális központ keretében működik. A város központjában a Frankopanska utcában található, egész évben nyitva tart. A képtár különböző szerzők Cirkvenica területén és környékén készített munkáit gyűjtötte össze, de megtalálhatók más területeken, sőt külföldön készített munkák is.
- A várostól északra Dramalj területén található a kis Vrtare-barlang. Mélysége harminc méter. 1996-ban szállt le a barlangba Dragan Pelić barlangkutató és fotográfus és ott a vízben föld alatt élő rákokat, köztük ezen a vidéken egyedülálló teljesen fehér, szem nélküli rákfajt is talált. Még abban az évben Branko Jalžić különböző fosszíliákat, fogakat csontdarabokat talált itt. Ezek alapján a barlangot természeti védettség alá helyezték. A barlangban a szakszerű feltárásokat 2007-ben a zágrábi természettudományi múzeum munkatársai végezték, melyek során rég kihalt állatok, barlangi oroszlán, farkas, medve, bölény, orrszarvú, ló stb. fosszíliáinak sokaságát találták meg. Ezeknek a leleteknek a nagy része ma a városi múzeumban található.
- A dramalji régi olajprés. Az olajbogyó termesztés évszázadok óta a térség lakóinak egyik legfontosabb bevételi forrása volt. Az olajfaültetvényeken termesztett olajbogyóból ilyen présekkel állították elő az olívaolajat, amelyet aztán nagy kőedényekben tároltak. A turizmus fejlődésével az olajtermelés később háttérbe szorult és csak a honvédő háború idején fejlődött átmenetileg újra, amikor a turizmusból származó bevételek kiestek. Az egykor használt olajprésekből mára csak Mošćenice, Brseč, Veli Lošinj, Ćunski Valun, Porat, Punat (1770-ből, a legrégibb a Krk szigeten) és Dramalj büszkélkedhet egy-egy máig fennmaradt példánnyal.

## Híres emberek
- Itt született 1908. július 21-én Ljerko Spiller hegedűművész, karmester, zenepedagógus.

## Galéria

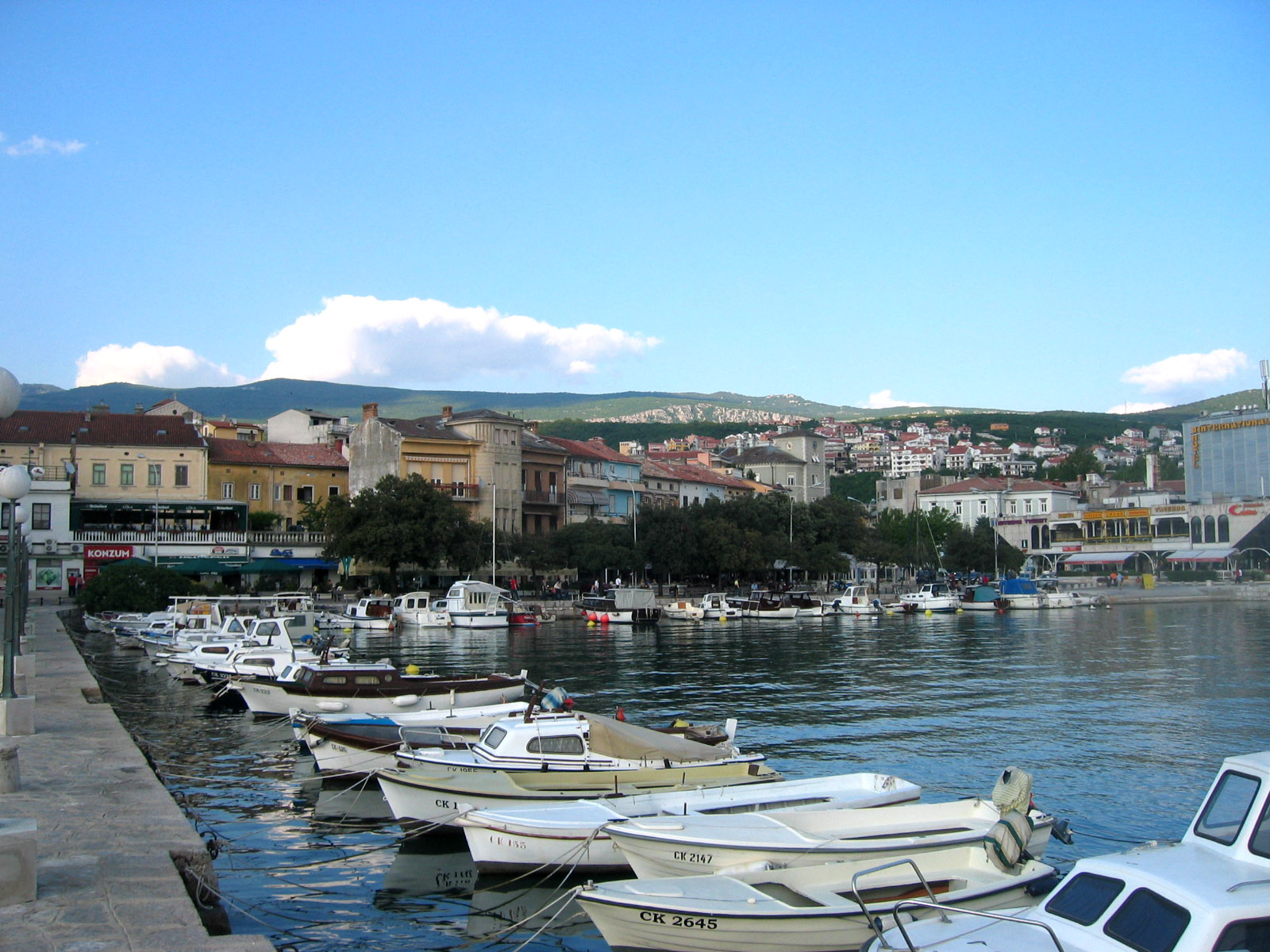
Cirkvenica kikötője
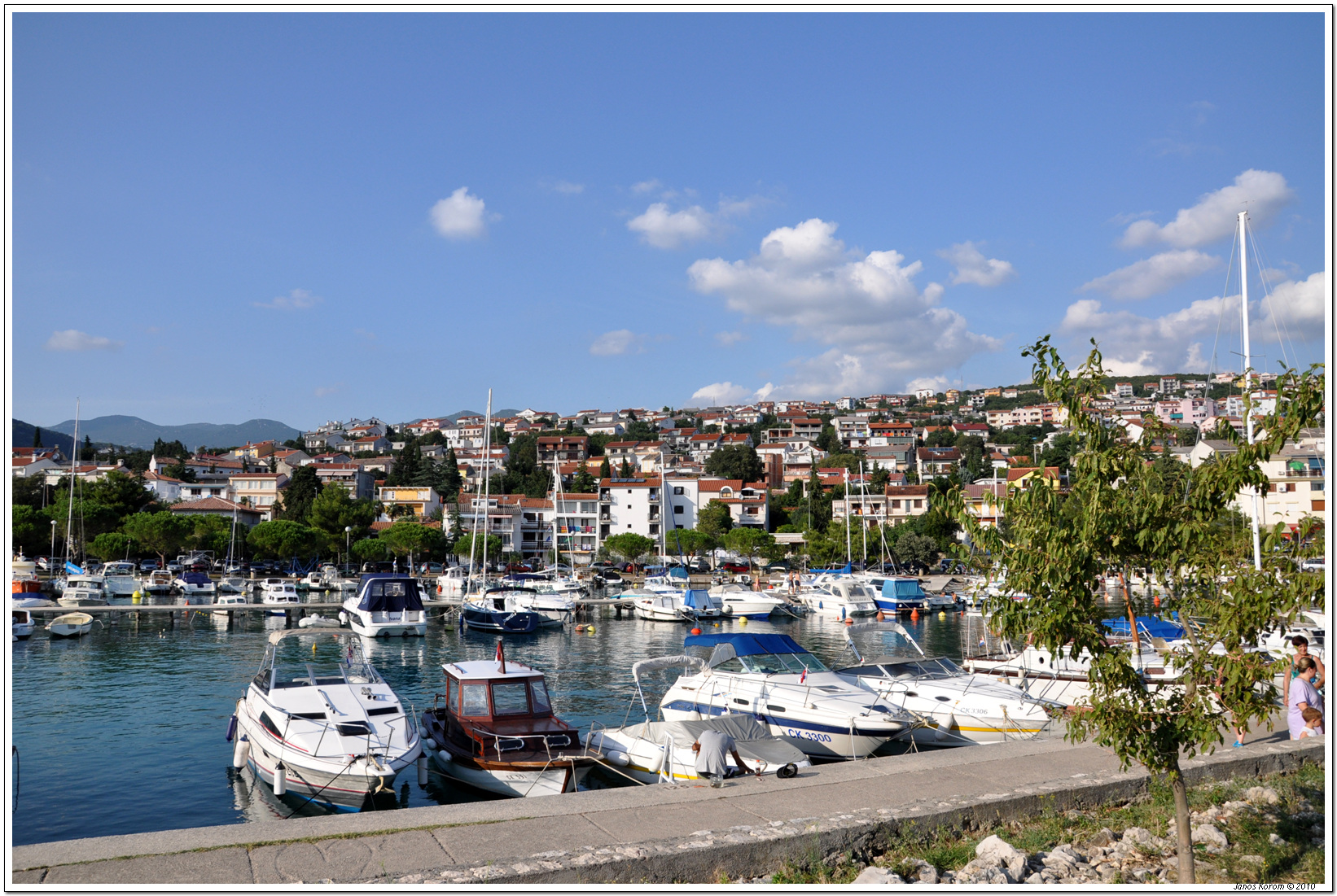
Kikötő
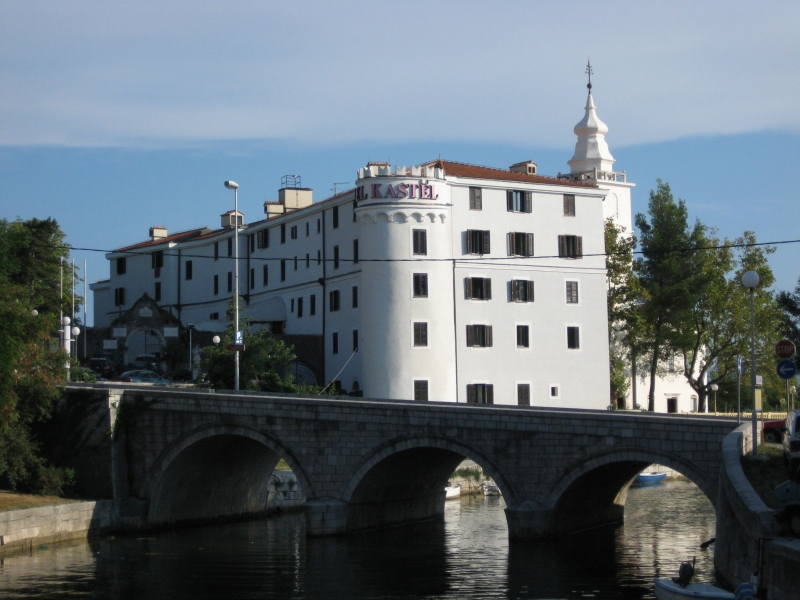
A Kaštel-szálló
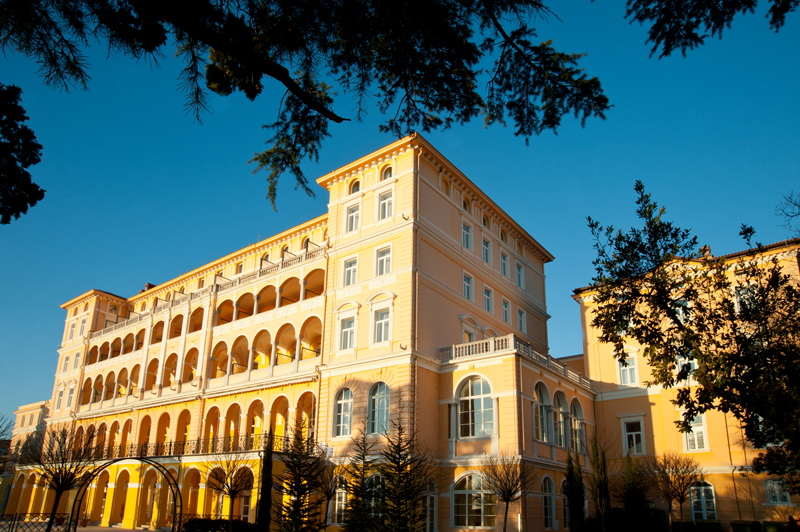
A Therapia szálló
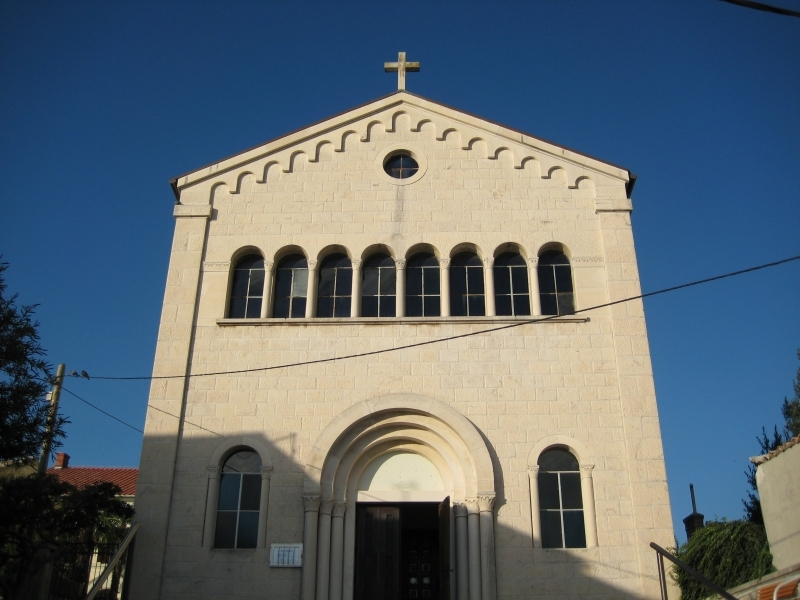
A Szent Antal-templom
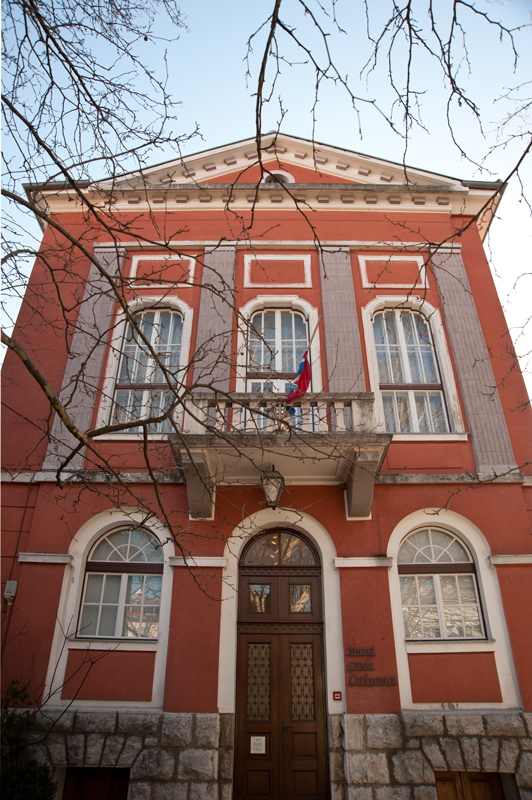
A városi múzeum
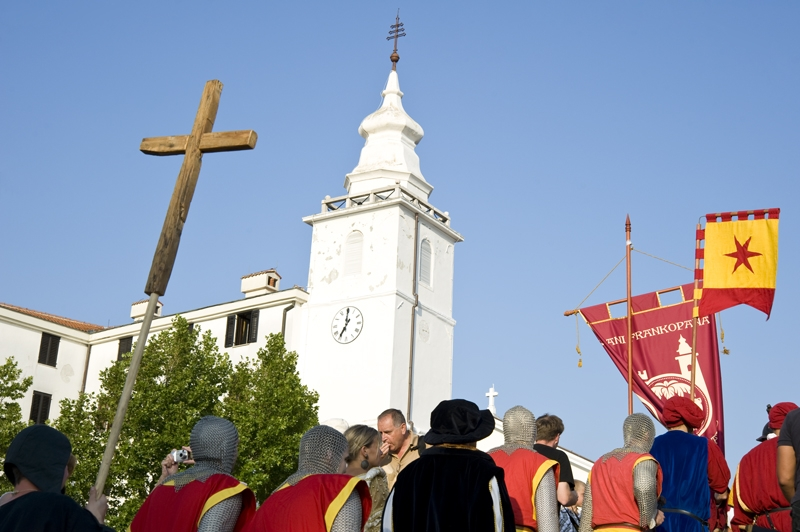
A Frangepán-napok jelmezesei
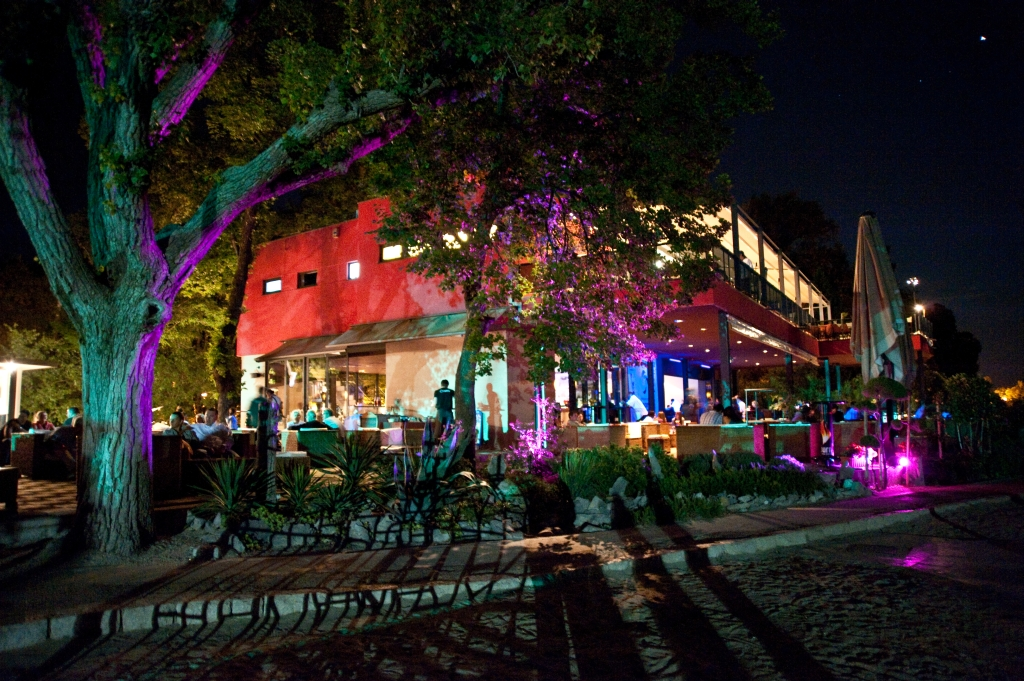
A tengerparti sétány este
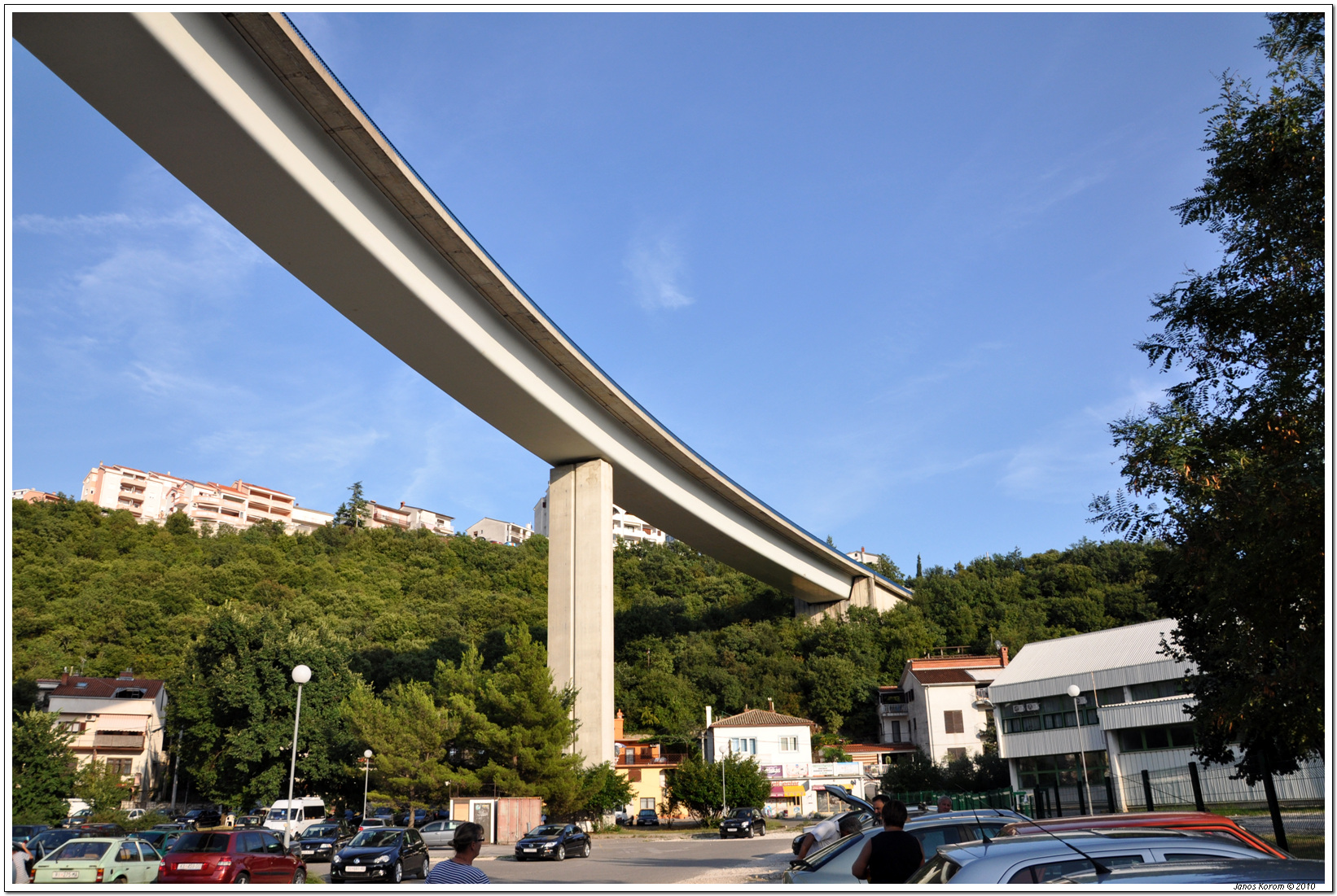
A cirkvenicai völgyhíd
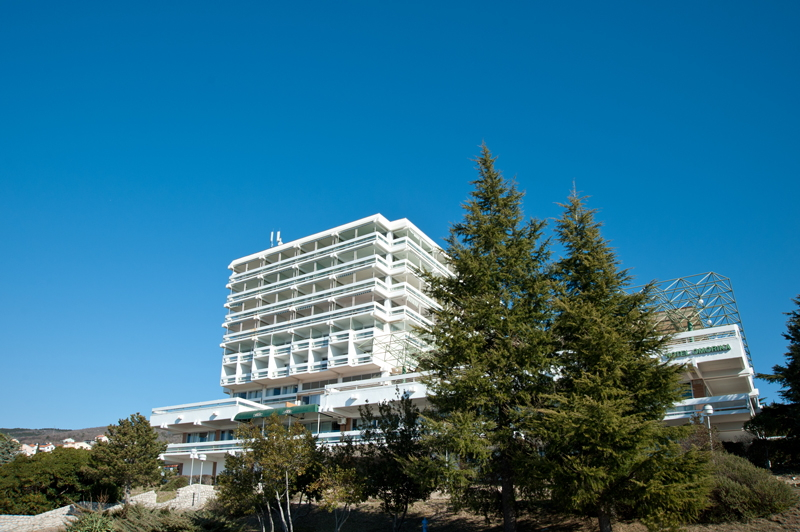
Az Omorika szálló
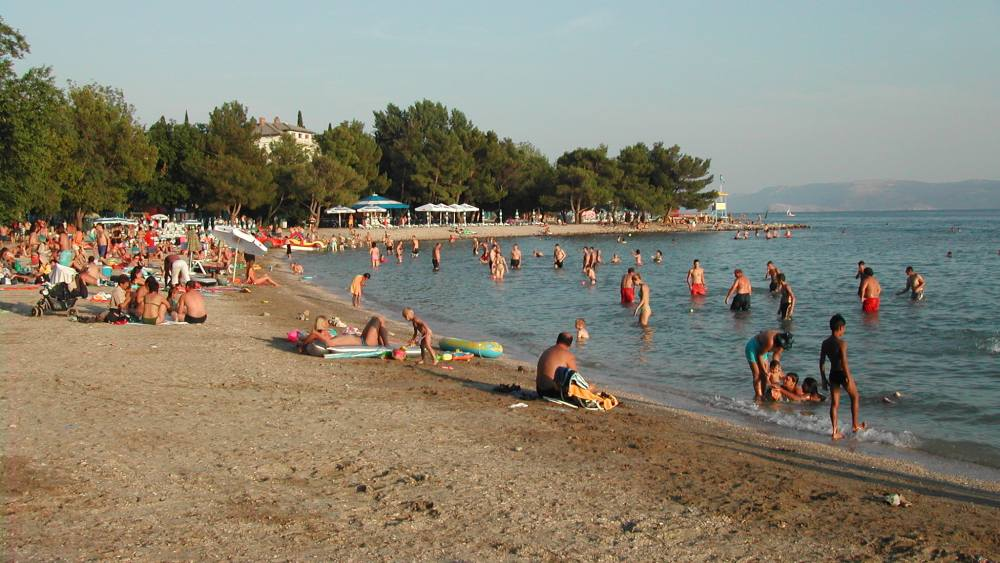
Cirkvenica strandja
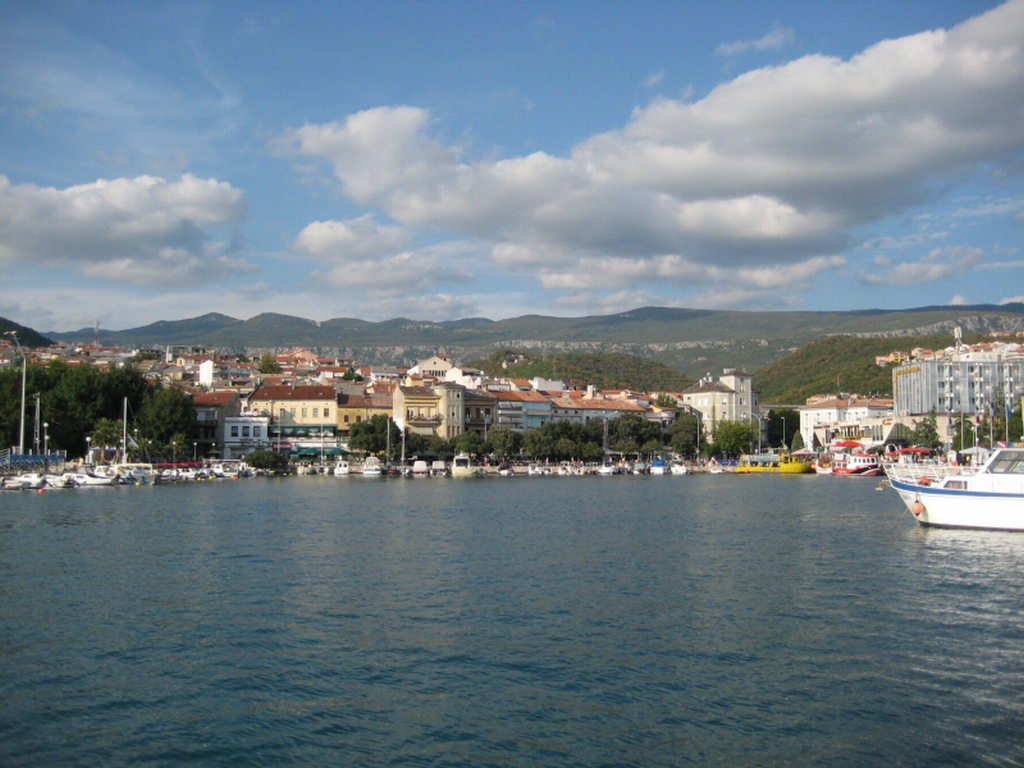
A város a tenger felől